# 檀奴
檀奴（ ）是原始印度教的女神，梨俱吠陀提到的檀那婆之母 。檀奴这个词描被述为原始的水，这可能是祂的神格。在梨俱吠陀（I.32.9）中，被因陀罗杀死的魔蛇弗栗多的母亲。在后来的印度教，她成为达刹的女儿，以及迦叶波仙人的妻子。

## 词源
作为“雨”或“液体”的词语dānu可以与阿维斯陀语的“河流”dānu相比较，以及更多的河流名称，如頓河（Don）、多瑙河（Danube）、第聂伯河（Dnieper）、德涅斯特河（Dniestr）等。尼泊尔还有一条檀奴河。“液体”这个词是中性的，但在梨俱吠陀（I.54）中是女性化的。